# Luiz Carlos Bresser Pereira

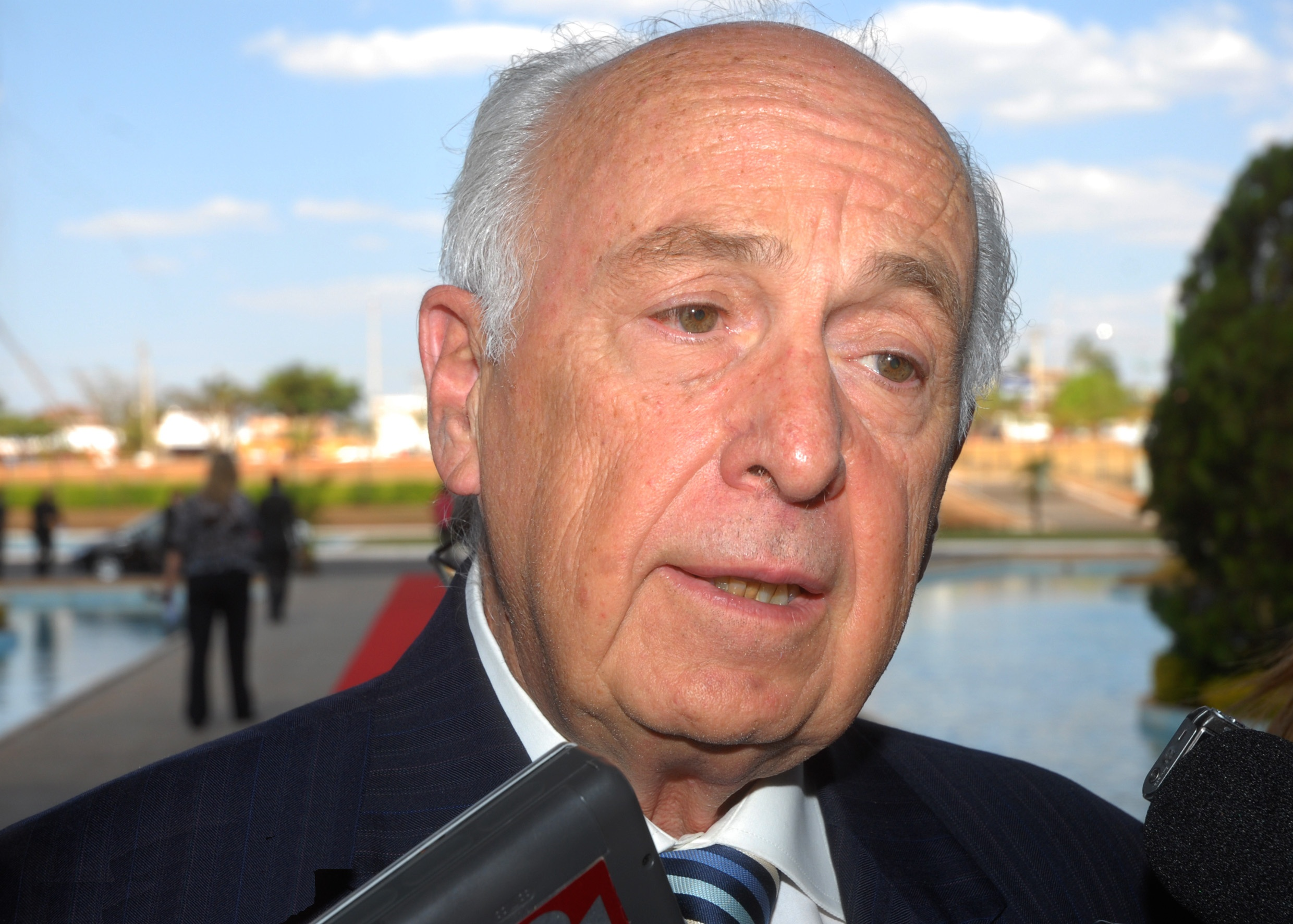
Luiz Carlos Bresser-Pereira

Luiz Carlos Bresser-Pereira (São Paulo, 30 de junio de 1934) es un abogado, político, economista  y politólogo brasileño.
Como político se desempeñó como ministro de Hacienda en 1987, cargo que heredó de Dilson Funaro, durante el gobierno de José Sarney; su gestión duró apenas unos meses. Más adelante fue ministro de Administración Federal y Reforma del Estado durante el primer gobierno de Fernando Henrique Cardoso y Ministro de Ciencia y Tecnología durante el segundo mandato.

## Principales trabajos publicados
- Desenvolvimento e Crise no Brasil (1968)
- As Revoluções Utópicas (1972)
- Estado e Subdesenvolvimento Industrializado (1977)
- A Sociedade Estatal e a Tecnoburocracia (1981)
- Inflação e Recessão, com Yoshiaki Nakano (1984)
- Lucro, Acumulação e Crise (1986)
- A Crise do Estado (1992)
- Economic Reforms in New Democracies, com Adam Przeworski e José Maria Maravall (1993)
- Reforma do Estado para a Cidadania (1998)
- Democracy and Public Management Reform (2004).
- Macroeconomia da Estagnação (2007).
- Construindo o Estado Republicano (2009).
- Mondialisation et Compétition (2009)